# 福岡県立筑紫丘高等学校
福岡県立筑紫丘高等学校（ふくおかけんりつ ちくしがおかこうとうがっこう）は、福岡県福岡市南区野間に所在する県立高等学校である。
福岡県第5学区に属するふくおかスーパーハイスクール (FSH) 指定校である。

## 概要
全日制課程に普通科、及び理数科を設置している。「筑紫ヶ丘」の誤記が散見される。略称は「がおか」（が丘・ガオカ）もしくは「筑高」（ちっこう）。
1972年（昭和47年）に発刊された、筑紫中学・筑紫丘高校史「筑紫丘陵」で校名について下記されている。
『新校歌作詞の為来校された高木市之助先生が校名は「ちくしがおか」か「つくしがおか」と質問され、それに対して同校関係者は、「つくしがおか」であると答え、現在のような格調高い校歌ができた。』（要旨）
卒業生累計は32,000人余、学級数は一学年11クラスの時期が長く続いたものの、一時は普通科9+理数科1の10クラスとなり、平成22年度から普通科10+理数科1の11クラスである。

### 校則・校風

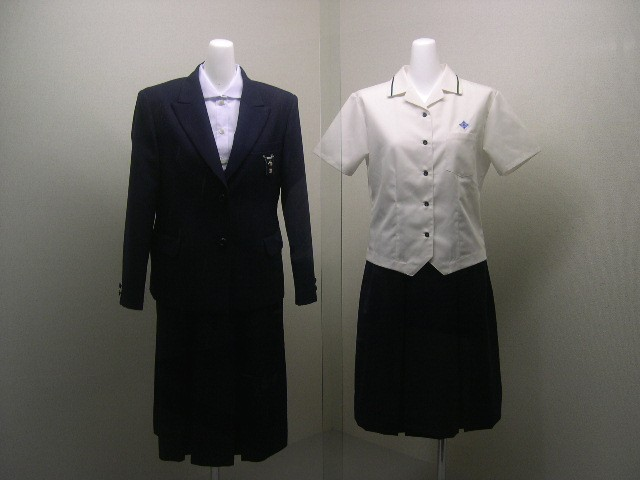
女子制服。左側が冬服、右側が2002年改定の夏服。女子制服のみ職員室付近に展示されている。

「生徒の自主性を重んじる」である。「男女の交際は常に公明正大であるように心がけること。（生徒心得10の(4)）」の項が平成21年度に削除された。

## 沿革

### 経緯
1926年6月28日、前身である旧制福岡県筑紫中学校の設置が許可された。
太平洋戦争中は「学徒勤労動員令」により、生徒達は席田（むしろだ）飛行場建設や軍需工場の九州兵器工場などに動員された。
戦後、1948年4月1日の学制改革により、福岡県筑紫中学校および1943年より併設していた福岡県三宅中学校（夜間）を合併、福岡県立筑紫高等学校と改称した。旧筑紫郡は福岡県筑紫高等女学校があり「筑紫」の名称が競合した。
7月に塩原の校舎を福岡学芸大学（福岡分校、九州芸術工科大学を経て現在は九州大学芸術工学部）に転用する旨の県知事通告を受けた。設置されてから月日が浅いために選ばれたが、「俺たちの学校をなぜ奪う」と怒る在学生から卒業生や教師、PTAなど、学校一丸となった反対運動が起こった。在学生の中には血書をマッカーサー司令部へ持ち込む者、連日県知事室にメガホンで訴えた者もいた。文部省も巻き込んだ大規模な反対運動に発展したが、現校地の野間へ移転が1949年3月の県議会で決定され、8月31日に福岡県教育委員会告示第23号で現校名「福岡県立筑紫丘高等学校」に改称された。
このことに関しては、非常に多くの文献・資料などが当時の校誌として残されている。現校地と現在の九州大学大橋キャンパスの間を、非常に重い机を1人1個持って移動した、という事実が伝えられている。現在もこの机は、社会科講義室で使用されている。意気消沈した学校に光を与えたのが、1951年に考案された筑高体操であった。
1967年、創立40周年記念事業の一つとして「学校教育の発展向上を目的とした筑紫丘高校教育の援助等」を目的として財団法人福岡県立筑紫丘高等学校筑高協会が設立された。同窓会や父母教師会などの協力の下、1971年に鉄筋コンクリート3階建の筑高会館が完成した。1972年に学校法人筑紫丘学園の設立が認可されて4月に筑紫丘学園が開校した。筑高会館で大学受験浪人生を対象とする予備教育施設として活動を続けたが、大学入試センター試験の開始や大手予備校の進出を受け、1989年に休校して1995年に筑紫丘学園は解散した。会館は同窓会事務局や補習授業室として使用されたが、創立80周年記念時に解体して新図書館が建設された。同時に旧図書館も解体されたのち、2020年に新校舎が建築された。

### 年表
- 1926年6月28日 - 福岡県筑紫中学校設置許可
- 1927年2月1日 - 初代校長生田徳太郎着任
- 1927年4月7日 - 福岡県旧制福岡中学校で初めての入学式を挙行（新入生250名）
- 1927年4月9日 - 福岡市南区大字塩原（当時の筑紫郡三宅村大字塩原）の新校舎で授業開始
- 1931年2月11日 - 旧校歌制定（作詞生田徳太郎、作曲片山頴太郎）
- 1932年3月2日 - 福岡県旧制福岡中学校で第1回卒業証書授与式を挙行
- 1933年9月5日 - プール竣工式挙行
- 1936年3月31日 - 第2代校長井口末吉着任
- 1936年11月3日 - 校旗制定
- 1937年10月16日 - 創立10周年記念式を挙行し、記念館が落成
- 1940年1月27日 - 学校林業始
- 1941年3月31日 - 第3代校長松崎覚淳着任
- 1941年7月4日 - 窓を割った生徒が車掌に殴られて九州鉄道福岡駅駅長室で生徒60人が乱闘騒ぎ
- 1943年4月9日 - 第4代校長今村邦夫着任
- 1944年10月31日 - 第5代校長村上俊象着任
- 1947年5月20日 - 第6代校長田中初太郎着任
- 1947年11月1日 -  創立20周年記念式を挙行
- 1948年1月25日 - 新校章制定
- 1948年4月1日 - 学制改革により福岡県立筑紫高等学校と改称、福岡県三宅中学校を併合して夜間過程設置
- 1949年3月2日 - 高校第1回卒業式を挙行
- 1949年3月7日 - 福岡県議会で校舎校地を福岡学芸大学（福岡分校、現在は九州芸術工科大学を経て九州大学芸術工学部）に転用の件議決
- 1949年8月31日 - 福岡県立筑紫丘高等学校と改称
- 1951年 筑高体操考案
- 1952年4月15日 - 福岡教育大学の前身、学芸大学に校地転用のため南区塩原より現校地へ移転
- 1955年12月19日 - 現校歌制定
- 1964年12月5日 - 未明の火災で本館焼失
- 1965年11月26日 - 本館、図書館落成
- 1967年9月5日 - 財団法人福岡県立筑紫丘高等学校筑高協会設立
- 1979年5月13日 - 文化祭化学部展示で爆発事故が発生し、生徒2人失明
- 1980年8月1日 - 体育館竣工
- 1985年5月18日 - 文化祭の熱気球実験で気球が福岡空港へ流れる
- 1986年3月15日 - 食堂竣工
- 1987年1月30日 - 筑心堂（合宿所）竣工
- 1991年4月1日  - 理数科新設
- 1992年10月2日 - ミンダナオ島、チボリ族の大学寄宿舎が、高14回生のカンパで完成し、引き渡し式
- 1993年7月22日 - 練習中の吹奏楽部、女子部員の制服のみが19着盗難
- 1994年4月23日 - 筑紫丘講堂、武道場、プール落成式
- 1997年5月30日 - 筑紫丘トンネル竣工
- 1997年8月8日 - 新校門・西門・中央門落成（筑紫中学校の門を再現）
- 1997年9月30日 - 創立70周年記念で野村万作・萬斎親子が狂言上演
- 2000年2月27日 - 定時制閉課程式
- 2005年3月20日 - 福岡県西方沖地震で校舎・水道管に大きなヒビ
- 2007年9月29日 - 「創立80周年記念式典」「創立80周年記念文化祭」「創立80周年記念大運動会」、創立80周年記念事業で9月23日に森田一義講演会。「創立80周年記念誌」を発行。
- 2011年11月2日 - 「筑紫丘高等学校記念館」開館
- 2017年9月23日 - 「創立90周年記念式典」「創立90周年記念文化祭」「創立90周年記念大運動会」「創立90周年記念海外研修旅行」開催
- 2018年1月1日 - 「創立90周年記念誌」発行
- 2020年10月 - 校舎建て替え開始
- 2022年2月16日 - 本館棟竣工

## 教育方針
「剛健　叡智　創造」を校訓に、「21世紀の日本をリードし、世界に貢献する剛健かつ叡智と創造力に富んだ人材を育成する。」を本校教育の使命として掲げている。
旧制筑紫中学校の校訓は「誠實（誠実） 剛健 勤勉 質素」である。また、初代校長生田徳太郎の教育方針は「筑紫男子（つくしをのこ）」。

### 校歌
1955年（昭和30年）12月19日に制定された。作詞は高木市之助、作曲は信時潔による。歌詞は漢字のみの表記で、詞の中に校名がなく、漢文調の校歌である。
式典や大運動会（フィナーレ）では応援団の太鼓と共に斉唱する。但し、卒業式に限っては吹奏楽部の伴奏である（吹奏楽の伴奏譜は新旧2種類あり、新しいものは平成15年3月の卒業式から使用されている）。
完全下校30分前になると放送でピアノ伴奏・二部合唱譜による校歌が流れる。これと公式サイトで聴くことが出来る校歌は同じものであるが、普段歌うものとは異なる（下記のCD収録のものも同様）。
また、1931年2月11日に制定され、戦後歌われなくなった旧校歌もあるが、今日では生徒手帳に掲載されているほか、同窓会総会や周年式典で歌われるのみである。作詞は生田徳太郎（初代校長）、作曲は片山頴太郎による。1番の歌詞の碑が校内の売店付近に建てられていたが、現在は講堂前の緑地帯に移されている。

### 校章
筑紫の名の起こりと伝えられる筑紫神社（祭神白日別命、筑紫野市原田）の神紋、角立四目結（かどたてよつめゆい）を図案化し、太宰府天満宮に鎮座する学問の神、菅原道真ゆかりの梅花を組み入れ、高の字を配したもの。旧制筑紫中学校初代校長生田徳太郎の教育方針であった「筑紫男子（つくしをのこ）」を偲ばせるものである。
1948年1月25日制定。同年4月新制高校発足とともに旧校章に代わって使用することになったもの。デザインは高校第2回卒業生、船越進の作である。

### 筑高体操
剛健な「筑紫男子（つくしをのこ）」を象徴する体操で、1951年（昭和26年）に梶山彦三郎（同校の元体育教諭、福岡大学名誉教授）が考案した。海軍で行われていた体操を基にしたものという。翌1952年の運動会で初めて披露されて以来、今日に至るまで大運動会において行われている。
筑高体操は男子生徒のみが行い、その際上半身は裸となる。「体操」というのは名前だけで、ラジオ体操などとは全く異質のものである。各見せ場では拍手が止むまでポーズを維持しなければならない。最後の見せ場の「槍投げ」と呼ばれる動きが筑高体操像となっており、運動場わきに設置されている。

#### 筑高体操
各運動の名称は指導の際用いられるもの。
〈〉内は創作者の一人、内田正男による運動内容の補足である。
「ちっこうたいそう、よ〜い始め!!」
1. （前後屈の様なもの、正式名称不明）〈全身総合運動〉
2. 平泳ぎ〈上肢と胸〉
3. 種まき〈胴体の運動〉
4. 大掃除〈胴体と首〉
5. （腕立て伏せの様なもの、正式名称不明）〈全身総合補強〉
6. 飛行機〈同〉
7. （跳びはねる運動、正式名称不明）〈下肢〉
8. 槍投げ〈胴体と下肢〉
9. （屈伸の様なもの、正式名称不明）〈上下肢〉
10. 深呼吸〈呼吸〉

筑高体操像は同校の元教諭で彫刻家の高倉準一の作である。しかし槍投げの角度は実際には斜め約45度であり、像のように垂直ではない（理由は不明）。

## アクセス

### 通学手段
- 自転車（バイク免許取得は原則禁止）
- 鉄道 : 西日本鉄道天神大牟田線（大橋駅より徒歩10分程度）、JR九州（竹下駅より徒歩20分程度）
- バス : 西鉄バス（西鉄大橋駅停留所より徒歩10分程度）

## 校舎
- 「筑紫丘」の名の通り丘の上に位置し、真下には筑紫丘トンネルが通る。校舎は鉄筋コンクリート5階建てで、本館・第1棟（文系棟）・第2棟（理科棟）・第3棟（理系棟）に分かれている。また講堂のほか、武道場・2階建ての体育館・別棟の図書館・食堂がある。
- 講堂は1440人収容・冷暖房完備。アリーナは体育館の1階、プールは武道場の屋上、食堂の下には駐輪場がある。テニスコート、ハンドボールコートは西門から50mほど東側の校外にある。
- 本館の前にあるフェニックスの木は、旧制筑紫中学校にあった2本の内の1本であったが平成13年に枯れたため、現在のものは2代目である[4]。
- 2005年の福岡県西方沖地震では校舎内にひびが入るなどの被害があった。
- 校内には「忍」「恕」などの文字が刻まれた石が置いてある。
- 令和２年度から建替えの工事が始まった。

## 部活動
生徒の部活動加入率は、毎年約7割。
主な部活動としては、野球部、サッカー部、ラグビー部、剣道部、柔道部、バスケットボール部、陸上部、吹奏楽部、水泳部、テニス部(硬式・軟式)、ハンドボール部、演劇部、茶道部、百人一首部などが挙げられる。
- 陸上部(21年度全国大会出場)、山岳部(20,21年度全国大会出場)、水泳部(20年度全国大会出場)、囲碁将棋（R1年度全国総文祭団体戦5位）、百人一首部（R1年度全国大会団体戦4位）。

## 著名な関係者
- 阿比留瑠比 - 産経新聞社政治部編集委員
- 池田成志 - 俳優
- 井本宗司 - 大野城市長
- 井本勝幸 - ビルマ統一民族連邦評議会コンサルタント
- 植芝理一 - 漫画家、代表作は『ディスコミュニケーション』
- うえやまとち - 漫画家、代表作は『クッキングパパ』
- 岡崎琢磨 - 作家
- 河野万里奈 - 歌手[5]
- 栗原隆司 - 鉄道写真家
- 隈本吉成 - 俳優、声優
- 五條堀孝 - 国立遺伝学研究所教授
- 坂梨哲士 - NHKアナウンサー
- 迫慶一郎 - 建築家
- 四位知加子 - テレビ西日本アナウンサー
- 鹿尾みなみ - 女子ラグビーユニオン選手
- 篠田重晃 - 予備校講師、中退
- 高橋望 - 映画プロデューサー、元スタジオジブリ事業本部長代理
- 武末悉昌-元プロ野球選手
- 田中濯 - 歌人
- タモリ - コメディアン、司会者
- 堤かなめ - 衆議院議員
- 坪内純子 - 元アナウンサー
- 外山恒一 - 文筆家、ストリートミュージシャン、編入学、中退
- 永嶋恵美 - 作家
- 中村秋季乃 - テレビ北海道アナウンサー
- 西村香織 - 九州朝日放送報道情報局解説委員・元アナウンサー、ジャズボーカリスト
- 野田春美 - 神戸学院大学教授
- 野田和佳子 - 女優
- 法坂一広 - 作家、弁護士
- 畑田康太朗 - ラグビーユニオン選手
- 葉村真樹 - 実業家、経営コンサルタント、都市工学者・メディア情報学者
- 平川和宏 - ドキュメンタリー作家
- 藤原弘治 - みずほ銀行頭取
- 松村由利子 - 歌人
- 牟田和恵[6] - 社会学者
- 山内康一 - 衆議院議員
- 山﨑圭一 - 教師、YouTuber
- 山城泰介 - ラグビーユニオン選手
- 吉浦康裕 - アニメーション作家・映画監督
- 吉田峰明 - 作曲家